# Ritvars Suharevs
Ritvars Suharevs, né le 11 janvier 1999, est un haltérophile letton.

## Palmarès

### Championnats d'Europe
- 2023 à Erevan
  -  Médaille d'or au total en moins de 73 kg.
  -  Médaille d'argent à l'arraché en moins de 73 kg.
- 2021 à Moscou
  -  Médaille de bronze au total en moins de 81 kg.
- 2019 à Batoumi
  -  Médaille d'or à l'arraché en moins de 81 kg.
  -  Médaille de bronze au total en moins de 81 kg.
- 2018 à Bucarest
  - 4e au total en moins de 77 kg.
  -  Médaille de bronze à l'arraché en moins de 77 kg.
- 2017 à Split
  - 8e au total en moins de 77 kg.
- 2016 à Førde
  - 12e au total en moins de 77 kg.